# Wout van Aert
Wout van Aert (Herentals, Amberes, 15 de septiembre de 1994) es un ciclista belga que corre en el equipo Team Visma | Lease a Bike.
Se le considera un clasicómano, gracias a sus grandes actuaciones tanto en la ruta como en el ciclocrós. Se ha destacado en grandes competiciones en ruta; es considerado como uno de los mayores talentos de la nueva generación de corredores, junto a ciclistas como Tadej Pogačar, Remco Evenepoel, Jonas Vingegaard o Mathieu van der Poel. Su carrera favorita es la París-Roubaix.
En la disciplina del ciclocrós ha sido campeón mundial élite en el 2016, 2017 y 2018, y campeón en la categoría sub-23 en 2014.

## Biografía

### Inicios
Miembro del equipo juvenil de Telenet-Fidea en la categoría júnior, Wout van Aert ganó en 2011 el ciclocrós de Ruddervoorde, la primera ronda de Superprestige juniors 2011-2012. Unos meses más tarde, fue medallista de plata en el Campeonato Mundial Juvenil de Ciclocrós.
Evolucionó en la categoría sub-23 la siguiente temporada. Ganó la clasificación general Superprestige Espoirs, ganando en tres de las ocho rondas (Zonhoven, Asper-Gavere y Gieten). También ganó el International Sluitingsprijs en Oostmalle y terminó segundo en la Copa del Mundo. El entrenador nacional Rudy De Bie lo consideró la revelación de la temporada. En el campeonato mundial, Wout van Aert obtuvo la medalla de bronce de la carrera sub-23.
En noviembre de 2013, anunció que se uniría al nuevo equipo continental Vastgoedservice-Golden Palace en marzo de 2014, para decepción de los líderes de Telenet-Fidea. En 2014 se convirtió en campeón europeo sub-23 de ciclocrós. Durante esta temporada, corrió más a menudo con la élite.
El 22 de noviembre de 2014, a la edad de 20 años, ganó la carrera de la Copa del Mundo en Koksijde durante su primera participación en una ronda de élite de la Copa del Mundo. También ganó cinco rondas del Banque Bpost Trophy y cuatro rondas de la Superprestige sub-23. También se le permite correr el campeonato mundial con los élites y no con los menores de 23 años. Ganó la medalla de plata mundial detrás de Mathieu van der Poel. Una semana después, ganó el ranking general del Trofeo Banque Bpost. Comenzó la temporada de ciclocrós 2015-2016 ganando sucesivamente la primera ronda de la Copa del Mundo en Las Vegas, luego el Superprestige, el Trofeo Banque Bpost y el Soudal Classic.
Ganó el título del Campeonato Mundial de 2016 en Heusden-Zolder, así como las clasificaciones finales para la Copa del Mundo, Superprestige, el Trofeo Banque Bpost y el campeonato belga. Retomó la participación en pruebas en ruta ganando la contrarreloj de la primera etapa de la Vuelta a Bélgica, por delante del múltiple campeón mundial Tony Martin. Durante la temporada 2016-2017 ganó las dos primeras rondas de la Copa del Mundo y terminó tercero en el Campeonato de Europa. En enero de 2017, conservó su título de campeón mundial de ciclocrós. En agosto terminó tercero en la carrera Dwars door het Hageland en Bélgica.
Sin embargo, al retirarse de su rival van der Poel durante la temporada 2017-2018, logró ganar un tercer título mundial consecutivo. Anunció su intención de participar en las clásicas de primavera de 2018 de ruta. A principios de año, después de su temporada de ciclocrós, se las arregló para seguir a Greg Van Avermaet, Sep Vanmarcke, Zdeněk Štybar, Matteo Trentin y el resto de un grupo de una docena de favoritos que se escapó en la Omloop Het Nieuwsblad. Luego se distinguió en la Strade Bianche, una clásica que disputó por primera vez. Logró el tercer lugar en la carrera detrás de Tiesj Benoot y Romain Bardet, después de una larga escapada con el francés. Terminó la carrera agotado, obligado a empujar su bicicleta en la rampa final. Ya uno más entre los favoritos para las clásicas de Flandes, ocupó el décimo lugar en Gante-Wevelgem y el noveno en su primer Tour de Flandes. En agosto, terminó tercero en el Campeonato de Europa de Ciclismo en Glasgow.
El 17 de septiembre de 2018, anunció la ruptura de su contrato con su equipo Vérandas Willems-Crelan. Se unió a la formación Cibel-Cebon Offroad el 5 de octubre para la temporada de ciclocrós 2018-2019. En marzo de 2019, se unió al equipo WorldTour neerlandés Team Jumbo-Visma. Durante los campeonatos nacionales de ciclismo en ruta de Bélgica, disputados a finales de junio, logró proclamarse campeón nacional de contrarreloj y se subió al podio con un bronce en la prueba en ruta. Participó en su primera gran vuelta en el Tour de Francia 2019, donde llevó el maillot blanco durante varios días. El 15 de julio, ganó el esprint en la décima etapa entre Saint Flour y Albi. El 19 de julio, durante la contrarreloj de Pau, cayó sobre una barrera que lo obligó a abandonar.

### 2020

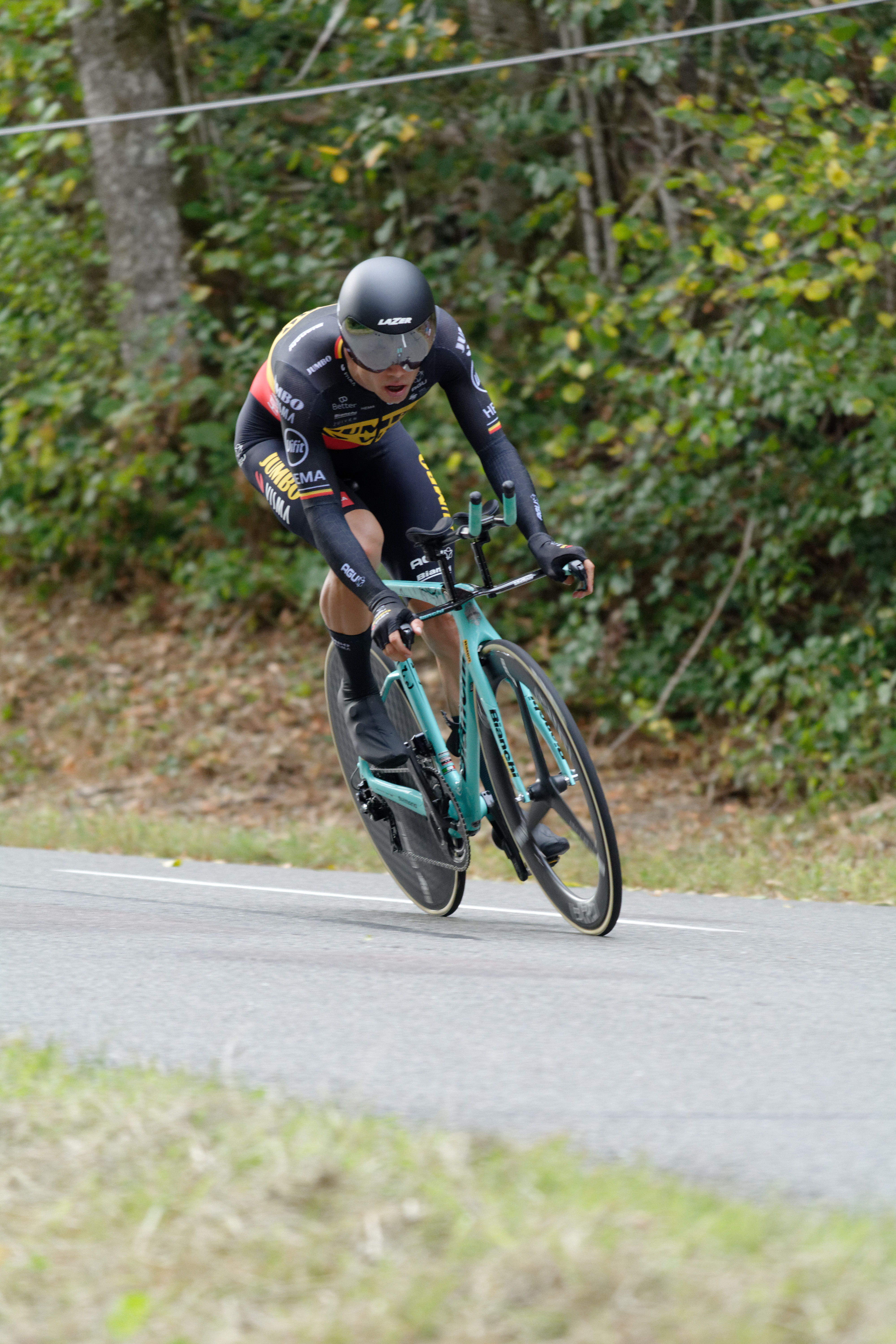
2020 Tour de France Stage 20 (50363458131)

Empezó el año finalizando en undécimo lugar en la Omloop Het Nieuwsblad. Después, el calendario se paralizó por el COVID-19, volviendo a competir en la Strade Bianche. En la prueba italiana consiguió vencer en solitario, aventajando en 30 segundos al segundo clasificado Davide Formolo. Cuatro días después finalizó en tercera posición de la Milán-Turín. Siguiendo con el calendario italiano, venció en su primer monumento al vencer en el esprint a Julian Alaphilippe en la Milán San-Remo, siendo el primer belga en vencer en esta prueba desde Andréi Chmil en 1999. Venció en la 1.ª etapa del Critérium del Dauphiné, con final en Saint-Christo-en-Jarez colocándose como maillot amarillo de la prueba, liderato que cedió en la siguiente etapa en favor de su compañero Primož Roglič. En la 5.ª etapa del Tour de Francia, se alzó con la victoria tras vencer en el sprint. Dos días más tarde, volvió a vencer en la 7.ª etapa al sprint, siendo el primer belga con dos triunfos o más en el mismo Tour desde 2007. A la semana siguiente de terminado el Tour de Francia, acude a su primera cita mundialista, en Imola 2020, donde parte como favorito en las pruebas de ruta y contrarreloj. En la contrarreloj consigue un más que meritorio segundo puesto ante un espectacular Filippo Ganna, que le aventaja en 26 segundos. Completaría el podio el suizo Stefan Küng, al que aventajó en 3 segundos. Dos días más tarde en la prueba de ruta, la selección belga hace un gran trabajo pensando en sus opciones de victoria, pero finalmente en la segunda ascensión de la última vuelta, no consigue aguantar el cambio de ritmo del francés Julian Alaphilippe, que finalmente se llevaría la victoria. Por detrás Van Aert, Marc Hirschi, Primož Roglič, Jakob Fuglsang y Michał Kwiatkowski colaboran sin éxito en la persecución del francés, y la plata se disputa al sprint en el que Van Aert es claramente superior y bate a Marc Hirschi, llegando los cinco a 24 segundos del ganador. Reaparece tras varias semanas sin competir en la Gante-Wevelgem, donde partía como favorito junto a Mathieu van der Poel y tenía previsto probarse de cara al Tour de Flandes y la París-Roubaix. Sin embargo, tras vigilarse demasiado durante toda la carrera, no disputan el sprint final, en el que se alza con la victoria Mads Pedersen, ya que cuando Matteo Trentin realiza el corte ganador, Van Aert y van der Poel se vigilan y no colaboran para cerrarlo, y en el sprint a dos Van Aert termina por delante de van der Poel, acabando octavo. Tras una semana, cierra la temporada en el Tour de Flandes, donde Julian Alaphilippe provoca un cambio de ritmo al que en un principio sólo Mathieu van der Poel puede contestar, pero aprovechando un tramo de pavé, Van Aert consigue entrar, y tras el choque de Alaphilippe con una moto, queda en un mano a mano entre Van Aert y van der Poel, resuelto en el sprint final a favor del neerlandés, tras lanzar Van Aert tarde el sprint y tener que recurrir a la foto-finish.

### 2021
Resaltó su presencia en la Tirreno Adriático 2021, ganando la primera etapa de 156 kilómetros, venciendo en un contundente esprint, al australiano Caleb Ewan y al colombiano Fernando Gaviria. Obtendría así, el primer maillot de líder de la competencia. Logró el mejor tiempo en la contrarreloj de la séptima y última etapa de la carrera en San Benedetto. El belga finalizaría segundo en la clasificación general a 1'03" del campeón de la edición 56, el esloveno Tadej Pogačar, el podio lo completaría el español Mikel Landa en la tercera posición. Tras un recorrido de 247 kilómetros, en la edición 2021 de la Gante-Wevelgem, alzó los brazos luego de vencer en un ajustado esprint a los italianos Giacomo Nizzolo y Matteo Trentin. Cruzó la meta en primer lugar, en la clásica Amstel Gold Race, venciendo por milímetros en un esprint que debió resolverse por foto finish, al corredor británico Thomas Pidcock, con un recorrido total de 218 kilómetros. En el marco de los campeonatos de Bélgica, con un recorrido de 221,3 kilómetros, se lleva el primer lugar tras vencer en el esprint a Edward Theuns, lo que le permitirá lucir el maillot de campeón nacional, en el Tour de Francia.

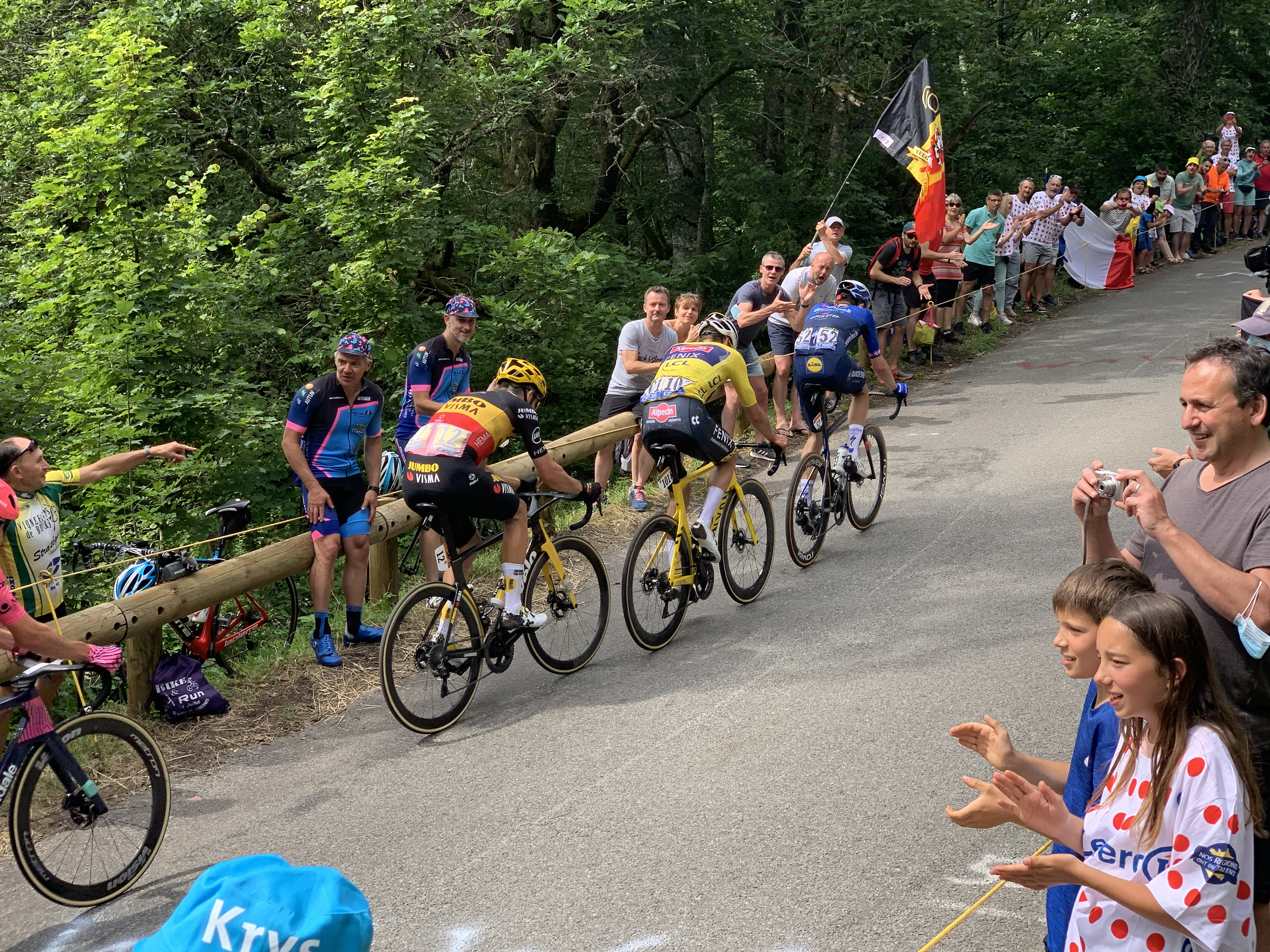
7e Étape Tour France 2021 - Route D228 - Uchon (FR71) - 2021-07-02 - 28

Ya en el Tour de Francia, el belga aumentó su palmarés al imponerse en solitario en la etapa 11, caracterizada por doble ascenso del Mont Ventoux, destacándose en un terreno apto para escaladores. Saint Émilion fue el escenario para la Contrarreloj Individual de la etapa 20, donde Van Aert logra imponerse y conseguir su segunda victoria en el Tour. El pelotón llegó a los Campos Elíseos, el esprint masivo de la etapa 21, le entrega la victoria por tercera ocasión al corredor belga, venciendo a Mark Cavendish y postergando su deseo de alcanzar el récord de 35 victorias en el Tour. Finalizaría en el puesto de 19 de la clasificación general, sobre un total de 141 corredores que terminaron la competencia.
Cruzó la línea de meta en segundo lugar, en la prueba de ruta de los Juegos Olímpicos de Tokio, la medalla de oro sería para el ciclista ecuatoriano Richard Carapaz, el podio lo completaría con un tercer lugar el esloveno Tadej Pogačar, campeón del Tour de Francia 2021. En la prueba de contrarreloj individual obtuvo la sexta posición, escapándose así, la posibilidad de una segunda medalla olímpica.Se convirtió en el primer líder del Tour de Gran Bretaña al vencer en el esprint de la primera etapa de 180,8 kilómetros, al neerlandés Nils Eekhoff y al español Gonzalo Serrano, que completaría el podio. Un nuevo triunfo en la cuarta fracción, le permitiría recuperar el liderato de la carrera, tras imponerse en el esprint frente al francés Julian Alaphilippe. La sexta etapa entre Carlisle y Gateshead con 198 kilómetros, sería el escenario para la tercera victoria, donde Ethan Hayter conservó el liderato, al arribar en 2.º lugar. La octava y última etapa de la competencia, se decidiría en un esprint masivo, Wout van Aert alzaría lo brazos por cuarta ocasión, venciendo a Mark Cavendish y a André Greipel, las bonificaciones le permitirían quedarse con la clasificación general y título del certamen, desplazando a Ethan Hayter a la segunda posición.
Obtuvo la medalla de plata en el campeonato mundial de contrarreloj de 2021 celebrado en Flandes, el ganador de la prueba fue el italiano Filippo Ganna. Cerraría la temporada 2021 con el regreso después de 903 días de ausencia por pandemia, de la clásica monumento París-Roubaix con 257,7 kilómetros de recorrido y 55 de ellos sobre adoquines, jornada con difíciles condiciones climáticas, el belga finalizaría en la séptima posición con el rostro cubierto de barro.

### 2022
La temporada 2022 inició para Wout de gran manera, con una contundente victoria en la Omloop Het Nieuwsblad, posteriormente corre la París-Niza en donde vence en la contrarreloj individual de la etapa cuatro y es de gran ayuda para que su compañero Primož Roglič se lleve el título de la competencia, el belga se quedaría finalmente con la clasificación de los puntos con un total de 72 y el puesto 32 de la general Unas semanas después vence en la E3 Saxo Bank Classic. Logró el segundo puesto en la edición 119 de la clásica monumento París-Roubaix con un recorrido de 257 kilómetros, el ganador de la jornada sería el neerlandés Dylan van Baarle

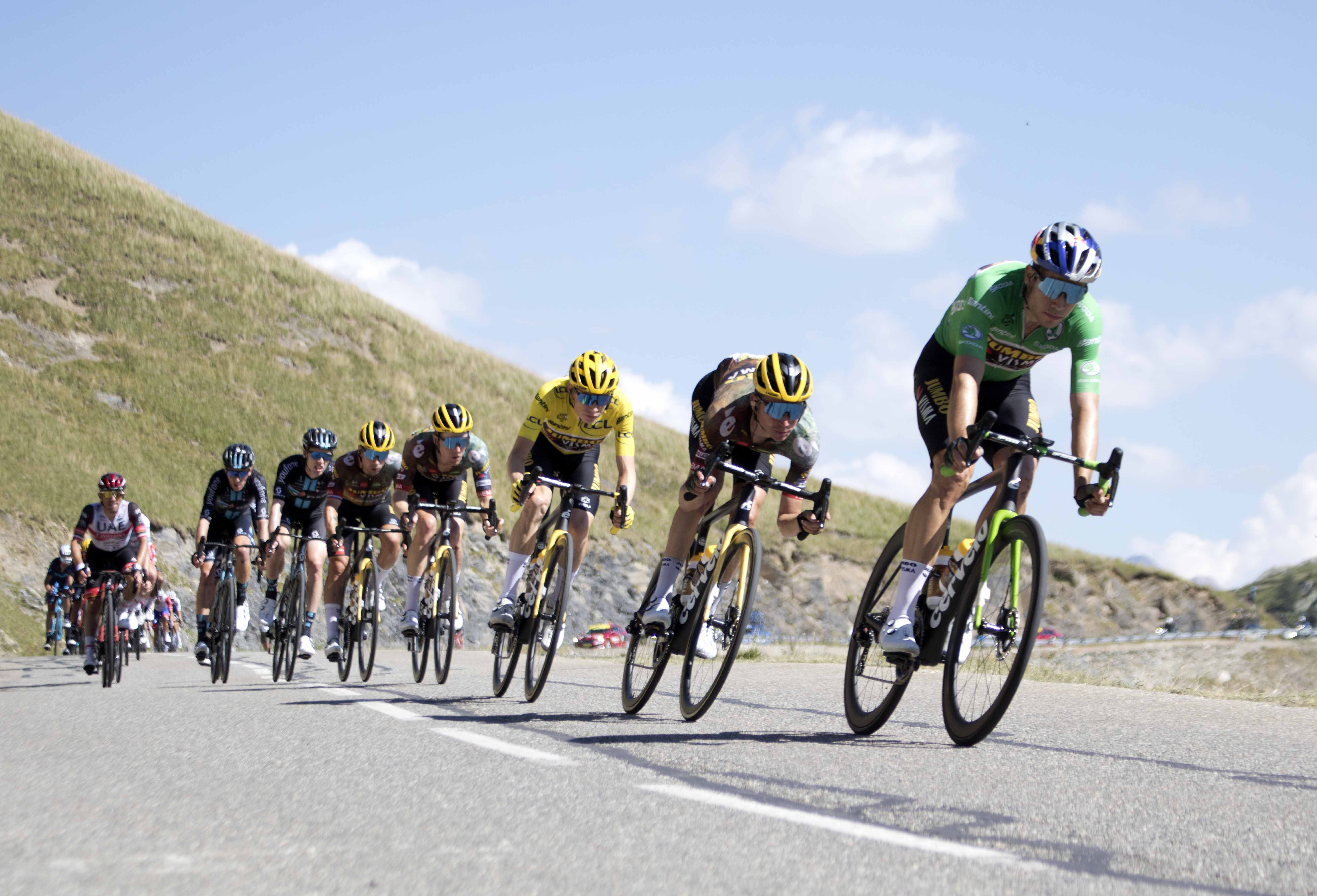
TDF10209 jumbotrein (52243437701)

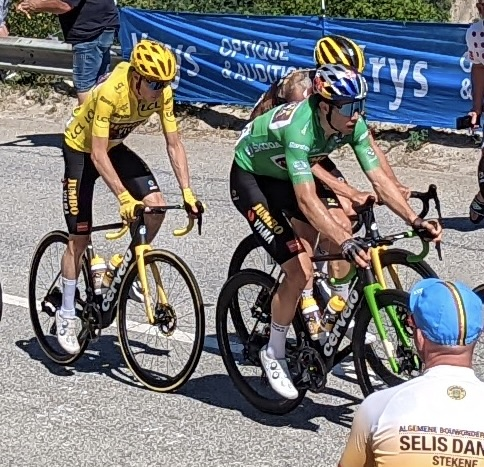
Jonas Vingegaard and Wout van Aert (2022-07-14)

Debutó en la clásica decana Lieja-Bastoña-Lieja y obtuvo el tercer puesto, el podio lo completaron los belgas Remco Evenepoel y Quinten Hermans. En el mismo mes de junio, disputa el Critérium del Dauphiné, en donde gana dos etapas, luego en el siguiente mes corre el Tour de Francia en donde repite la secuencia de las últimas dos ediciones en cuanto a victorias de etapa y se lleva tres, la primera de ellas en la cuarta fracción con final en Calais. Su segundo triunfo sería en la etapa ocho imponiéndose en el embalaje y superando al australiano Michael Matthews y al esloveno Tadej Pogačar. La prueba de contrarreloj de 40,7 kilómetros de la vigésima etapa con final en Rocamadour, quedaría en manos del corredor belga con un tiempo de 47'59". El desempeño de Wout van Aert fue fundamental para victoria final de su compañero, el corredor danés Jonas Vingegaard. Wout fue elegido como el ciclista más combativo de la edición 109, adicionalmente líder de la clasificación de los puntos con un total de 480 y dueño del maillot verde.
Obtuvo el segundo lugar en la BEMER Cyclassics tras un sorpresivo desempeño en el esprint por parte del austriaco Marco Haller. Su última victoria de la temporada 2022 sería en la clásica Bretagne Classic imponiéndose en el esprint tras 254,8 kilómetros con llegada en Plouay. Fue cuarto en el Gran Premio de Quebec, el triunfador de la jornada sería el francés Benoît Cosnefroy con un ataque temprano a 2 kilómetros de la meta.

### 2023
La temporada 2023 la inicia en la Tirreno-Adriático en donde tiene una actuación un tanto discreta, aunque fue de ayuda para que su compañero Primož Roglič lograra ganar la clasificación general, posteriormente en las clásicas de primavera logra obtener resultados destacados, como un tercer puesto en la Milán-San Remo, conquistar la E3 Saxo Bank Classic, quedar cuarto en el Tour de Flandes por detrás del ciclista esloveno Tadej Pogačar, el neerlandés Mathieu van der Poel o el danés Mads Pedersen y por último, finalizar tercero en la París-Roubaix, por detrás de Mathieu van der Poel y Jasper Philipsen. En la Vuelta a Suiza 2023 terminó como líder de la clasificación de puntos con un total de 52. Fue segundo en la etapa dos del Tour de Francia 2023 superado por Victor Lafay con un ataque sorpresa, En la etapa ocho con final en esprint y llegada en Limoges, cruzó la meta en tercer lugar, el vencedor fue Mads Pedersen. Tras la jornada número quince con final en Mont Blanc, terreno apto para escaladores por sus empinadas rampas, finalizó en el segundo puesto superado solo por Wout Poels. Fue tercero en la decimosexta fracción de contrarreloj individual con llegada en Combloux, un día de éxito para las aspiraciones de Jonas Vingegaard su compañero de equipo, quien fue el vencedor de la etapa y que ratificaría su condición de líder. Apoyado totalmente por su equipo, no tomaría la partida de la decimoctava etapa y abandonó el Tour de Francia para poder asistir al nacimiento de su segundo hijo. Pocos días después, agradeció por estar en casa con su esposa y sus dos hijos, entre ellos Jerome el recién nacido.

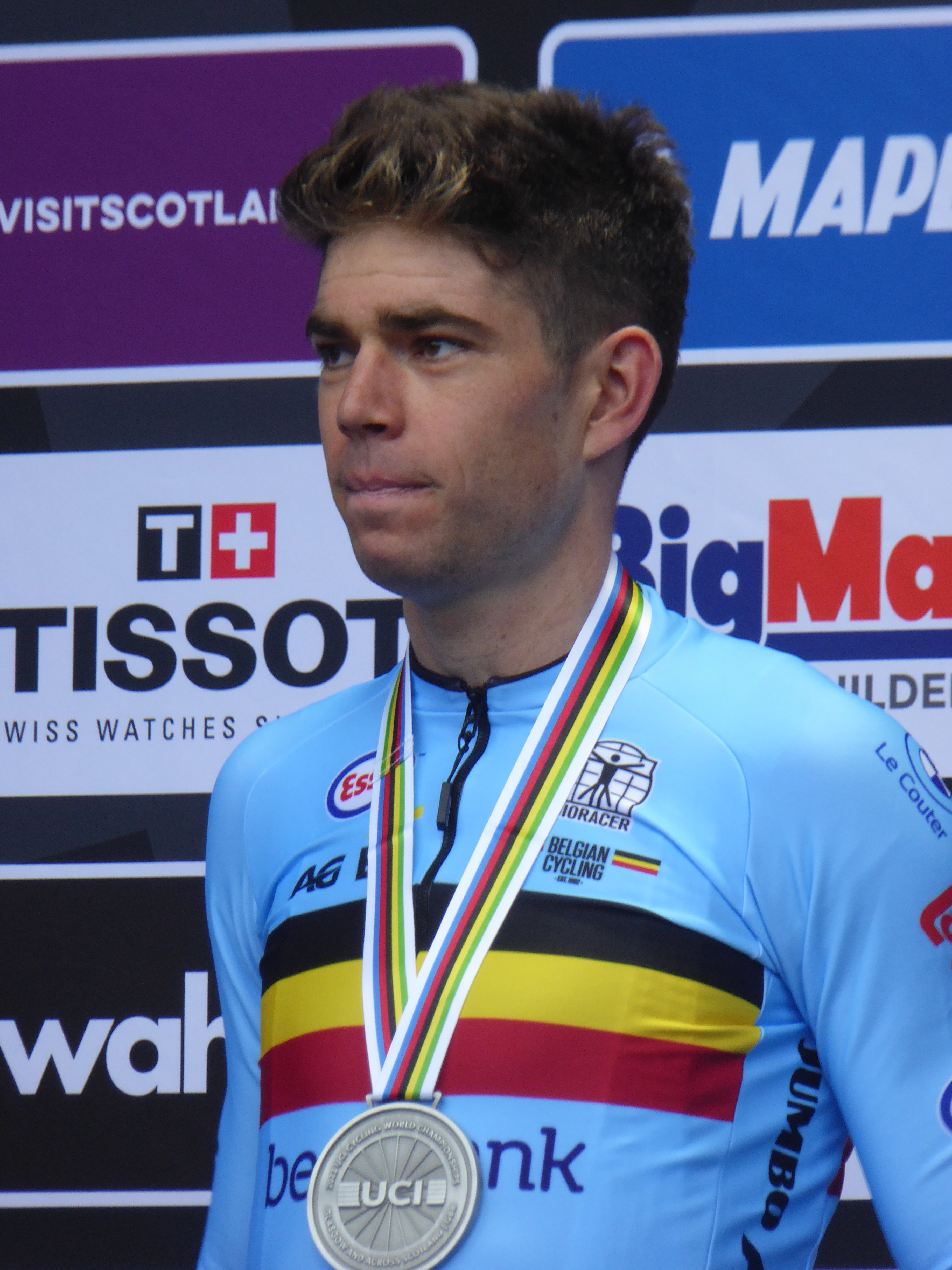
Wout van Aert - 2023 UCI Road World Championships (Men's road race - pódium)

Obtuvo la medalla de plata en el Mundial de Ciclismo en Ruta celebrado en Glasgow, la medalla de oro sería para el neerlandés Mathieu van der Poel. En la prueba de contrarreloj individual ocupó la quinta posición y se quedaría por fuera del podio. Inició el mes de septiembre compitiendo en la Vuelta a Gran Bretaña, cruzó la meta en segundo lugar en la primera etapa, el ganador sería su compañero de equipo Olav Kooij. La segunda fracción sería ganada nuevamente por Kooij y Wout entraría en tercer lugar, en la clasificación general el belga se posicionaría en la segunda casilla. Se quedaría con la victoria de la quinta etapa con un recorrido de 192,4 kilómetros y asumiría como nuevo líder de la carrera. Durante las etapas siguientes, conservaría la camiseta de líder de la competencia y en la octava fracción llegaría en segundo lugar; con este resultado se coronaría campeón de la edición 83.ª
Se quedaría con la medalla de plata en el Campeonato Europeo de Ciclismo en Ruta, la medalla de oro sería para Christophe Laporte y el bronce para Olav Kooij. Obtuvo la medalla de bronce en la prueba de Contrarreloj Individual del mismo campeonato, el oro sería para Joshua Tarling y la plata para Stefan Bissegger. Alcanzó una nueva victoria en la Coppa Bernocchi, sería su quinto triunfo en 2023 y el número 64 para el equipo. Cerraría la temporada con el Giro del Piemonte donde finalizó en el puesto 52.
2024
Inició la temporada en la Clásica de Almería con un estupendo trabajo como lanzador de su compañero de equipo, el neerlandés Olav Kooij, quien se quedó con la victoria del esprint en Roquetas de Mar; el belga ingresó en el top-10 de la general. Compitió también en territorio español en la Clásica Jaén Paraíso Interior, pero un pinchazo antes del primer sector de gravel lo alejó de cualquier intención de triunfo; terminó en el puesto 45.º. Consiguió la primera victoria de la temporada en el embalaje de la tercera fracción de la Vuelta al Algarve. Tras completarse las cinco fracciones en suelo portugués, se clasificó en el puesto 7.º de la general. Debió esprintar frente al belga Oliver Naesen para poder lograr el tercer lugar en la Omloop Het Nieuwsblad. Una nueva victoria en la clásica flamenca Kuurne-Bruselas-Kuurne, imponiéndose en el esprint final frente al belga Tim Wellens, segundo lugar, y al español Oier Lazkano, tercer puesto. Terminó en la casilla 3.ª en la E3 Saxo Classic; el corredor del Team Visma-Lease a Bike atribuyó el resultado a la caída sufrida en el Paterberg. Se vio involucrado en una fuerte caída con varios ciclistas a 67 kilómetros de meta en la clásica A Través de Flandes, fue diagnosticado con fractura de clavícula y varias costillas rotas. Tras un periodo de recuperación, retomó las competencias e ingresó en el top-5 de la tercera, y de la cuarta jornada en el Tour de Noruega.   

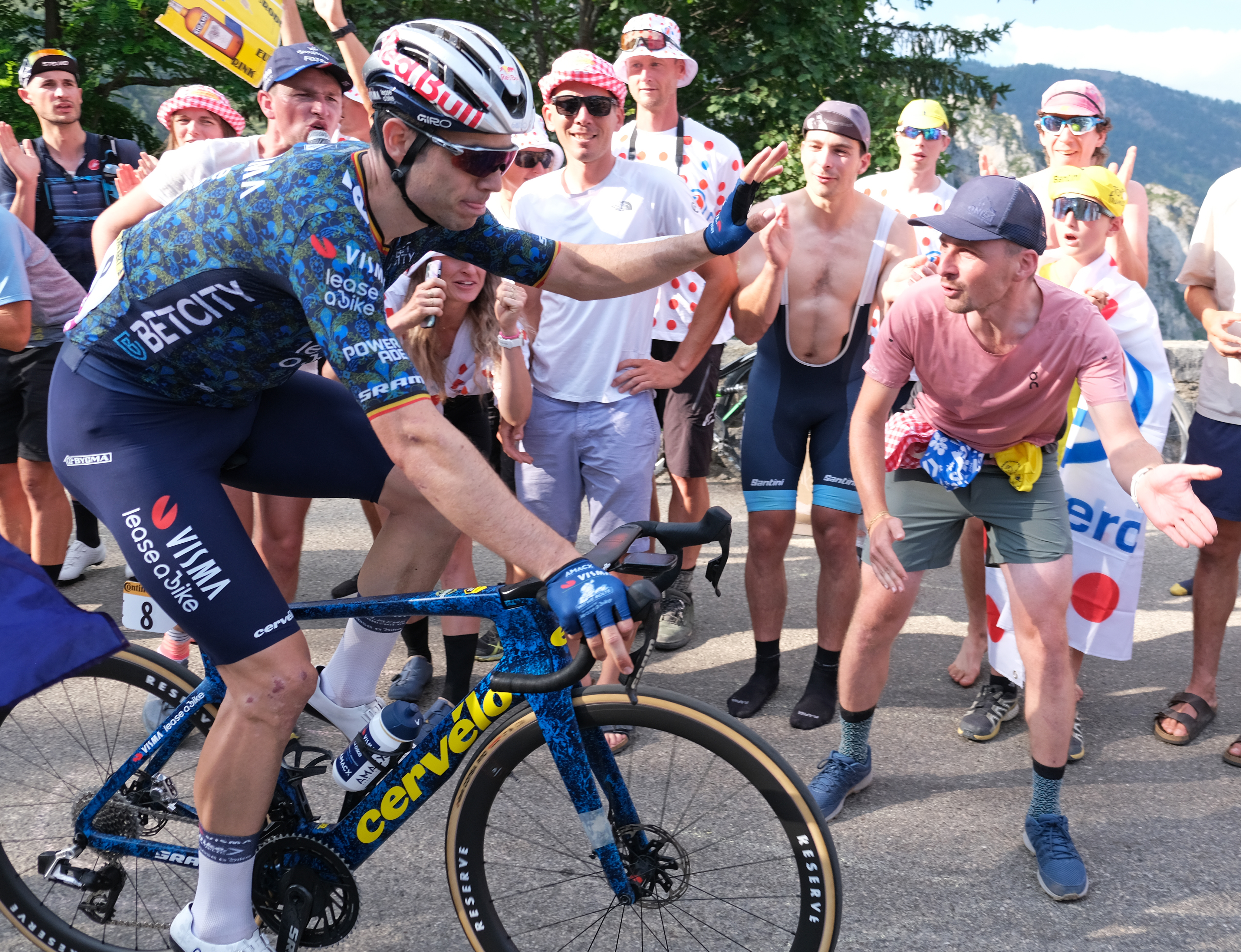
Stage 20 Tour de France 2024 Col de la Couillole 47

Dio inicio a su sexta participación consecutiva en el Tour de Francia, cruzando la meta en tercer lugar, pero destacándose como el más veloz del esprint del lote que perseguía a los dos corredores del Team DSM que coronaron la fuga en la fracción inicial. El belga se apoderó de los últimos puntos de bonificación. Terminó en la sexta casilla en el esprint de la sexta jornada en Dijon; la organización del Tour sancionó a Jasper Philipsen por maniobra incorrecta frente a Wout van Aert, pues el corredor del Alpecin le cerró el paso contra las barreras. En la décima etapa, posterior al primer día de descanso, estuvo de nuevo en el top-5 al ingresar de cuarto en el embalaje. Para la decimosegunda fracción con llegada en Villeneuve-sur-Lot, volvió a intentarlo al esprint y quedó en segundo puesto, superado solo por el eritreo Biniam Girmay. Se presentó un nuevo duelo frente a Jasper Philipsen en el embalaje de la decimotercera etapa con final en Pau, pero debió conformarse con el segundo lugar. En las etapas decimosexta con llegada en Nimes y decimoctava en Barcelonnette  terminó en el top-10. Cerró su participación con una discreta contrarreloj individual entre Mónaco y Niza; se clasificó en el puesto 52.º de la general.

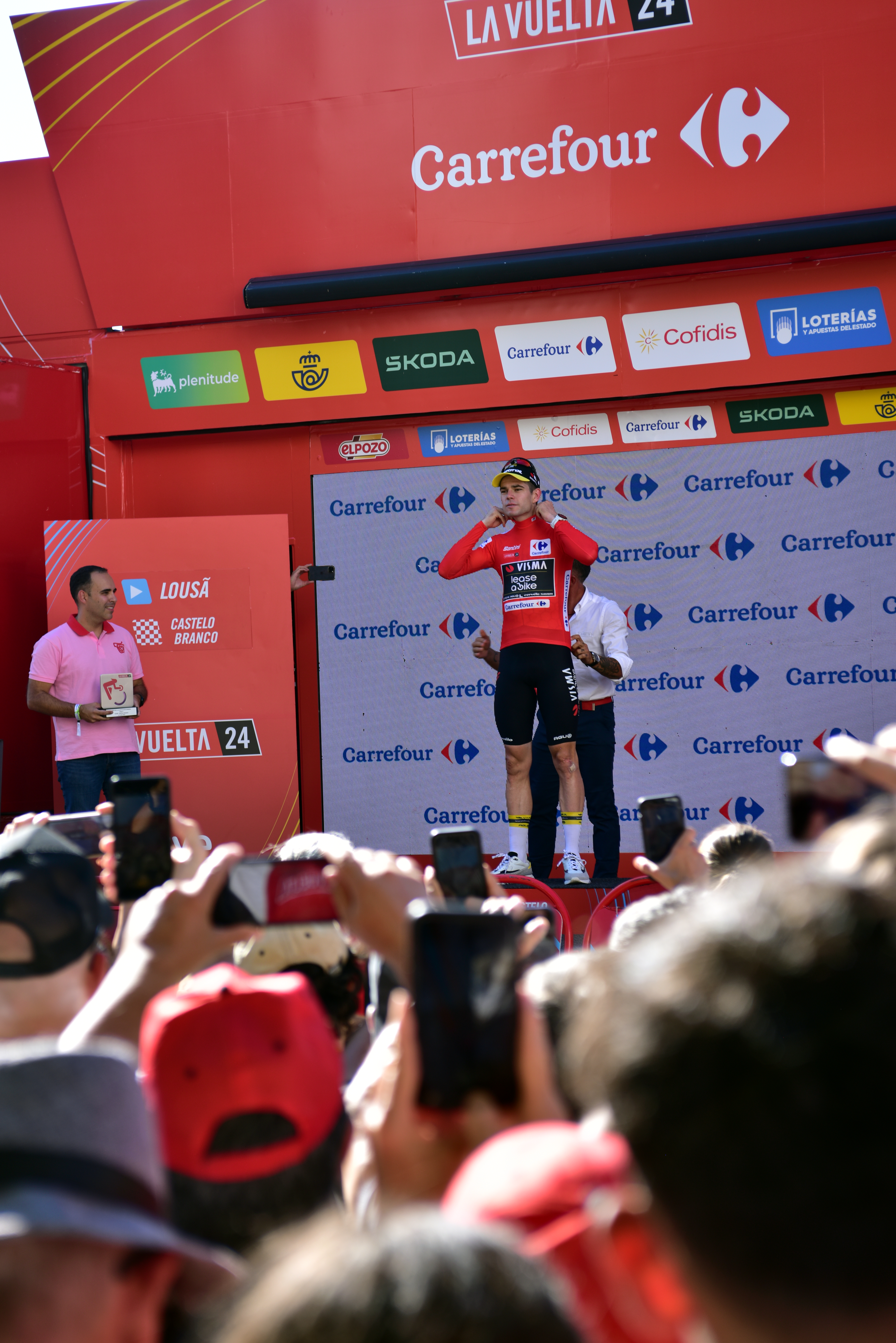
-7 Wout van Aert (53933597282)

Logró la medalla de bronce en la contrarreloj individual de los Juegos Olímpicos celebrados en París; su compatriota belga Remco Evenepoel obtuvo el oro y el italiano Filippo Ganna, la plata. Alcanzó así su segunda medalla olímpica, tras el bronce logrado en Tokio en la prueba de ruta. En los últimos kilómetros de la prueba de ruta, sufrió una caída en una curva que lo alejó de cualquier posibilidad de podio; finalizó en el 37.º lugar.
Debutó en la Vuelta a España con la prueba de contrarreloj individual entre Lisboa y Oeiras, donde logró un destacado tercer lugar con un tiempo de 12:38", a solo 00:03" del vencedor de la jornada. Fue segundo en el esprint de la segunda etapa en Ourém y se convirtió en líder de la clasificación general. Vestido con el maillot rojo y con un contundente esprint, el belga se reencuentra con la victoria en la tercera fracción en Castelo Branco; con el resultado, se afianzó como líder de la competencia.En la quinta jornada cruzó la meta en segundo lugar en el embalaje decidido por foto finish, superado por el checo Pavel Bittner. Consiguió su doblete en la ronda ibérica, tras imponerse en el esprint masivo de la séptima etapa con llegada en Córdoba. Fue protagonista de la fuga en la décima jornada con cuatro puertos de media montaña y 3000 metros de desnivel acumulados, venció en el esprint final al francés Quentin Pacher en Baiona y completó su tercer triunfo en la competencia. Volvió a ser protagonista de la fuga del día y cruzó la meta en quinto lugar en la decimotercera etapa con final en el Puerto de Ancares. Se batió en un nuevo duelo contra Kaden Groves en el embalaje de la decimocuarta fracción, pero debió conformarse con el segundo lugar. En la decimosexta jornada que finalizó en los Lagos de Covadonga, sufrió una fuerte caída en el descenso de Collada Llomena; se salió de la vía y chocó contra una roca que afectó notablemente su rodilla derecha, ocasionándole sangrado y pérdida de la capacidad para flexionar. Debió abandonar la competencia cuando marchaba como líder de la clasificación de los puntos (maillot verde) y líder de la montaña (maillot de lunares).  Debido a la gravedad de las lesiones, decidió junto con el equipo que no correría más en lo que restaba de la temporada para centrarse en la recuperación.

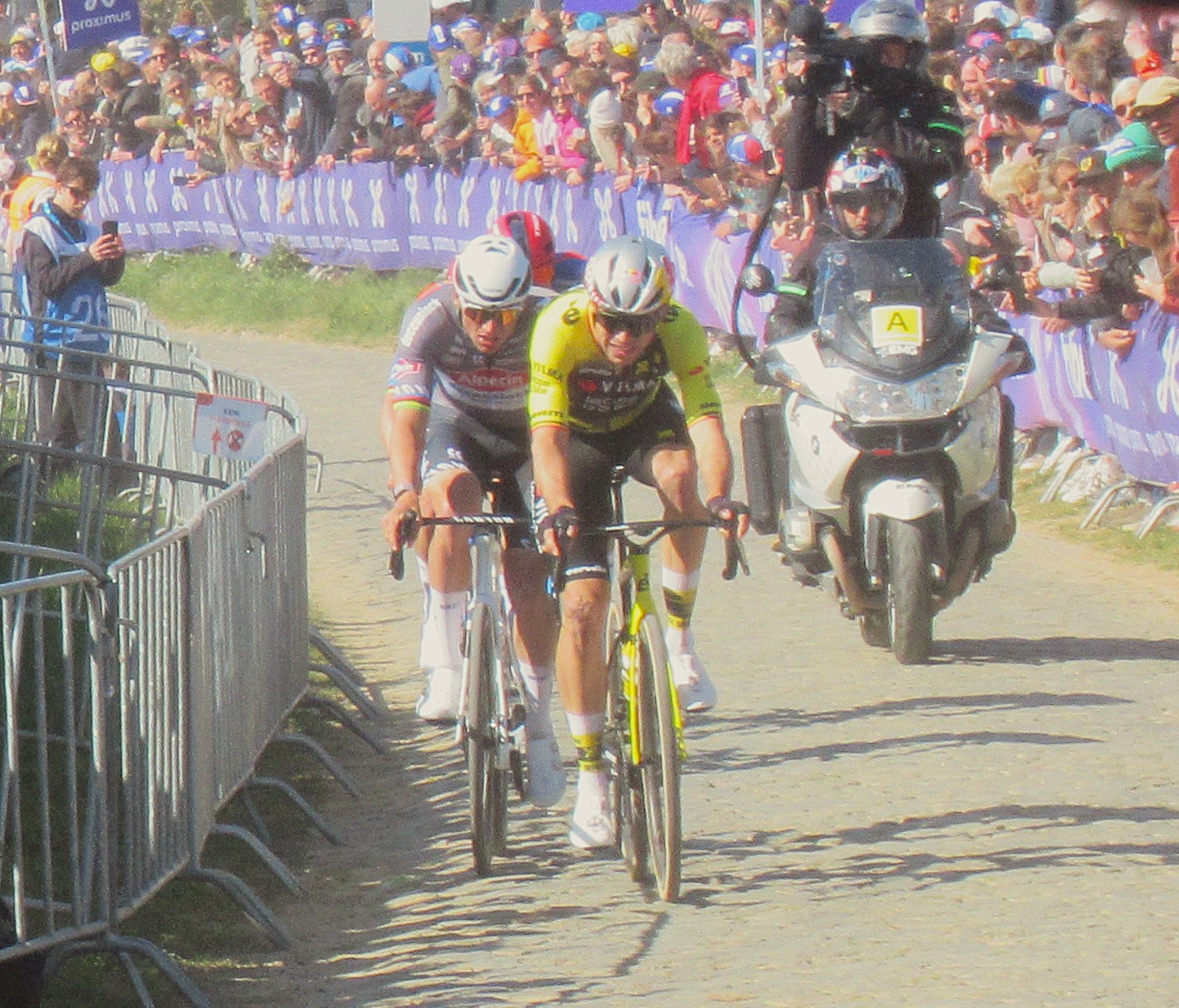
RVV-OudeKwaremont-05

Regresó a la competencia en la Clásica Jaén Paraíso Interior, tuvo una discreta participación y finalizó en el puesto 39. Se trasladó a territorio portugués para disputar la Vuelta al Algarve, cruzó la meta en la casilla 7.ª en las etapas tres con llegada en Tavira y en la cuatro con final en Faro. En la quinta y última jornada de contrarreloj individual con 19,6 kilómetros de recorrido, logró un tiempo de 28'36" que le permitió clasificarse en el segundo lugar, superado por solo 11 segundos por su compañero Jonas Vingegaard, quien además se coronó campeón de la general. Disputó las clásicas europeas de primavera, obteniendo los siguientes resultados: Omloop Nieuwsblad undécimo lugar, Kuurne-Bruselas-Kuurne  puesto 75, E3 Saxo Classic decimoquinto lugar, clásica A Través de Flandes segundo puesto, clásica monumento Tour de Flandes cuarto lugar, clásica monumento París-Roubaix cuarto puesto, la Flecha Brabanzona segundo lugar, en la Amstel Gold Race cuarto puesto, pero venciendo en el esprint del grupo perseguidor.

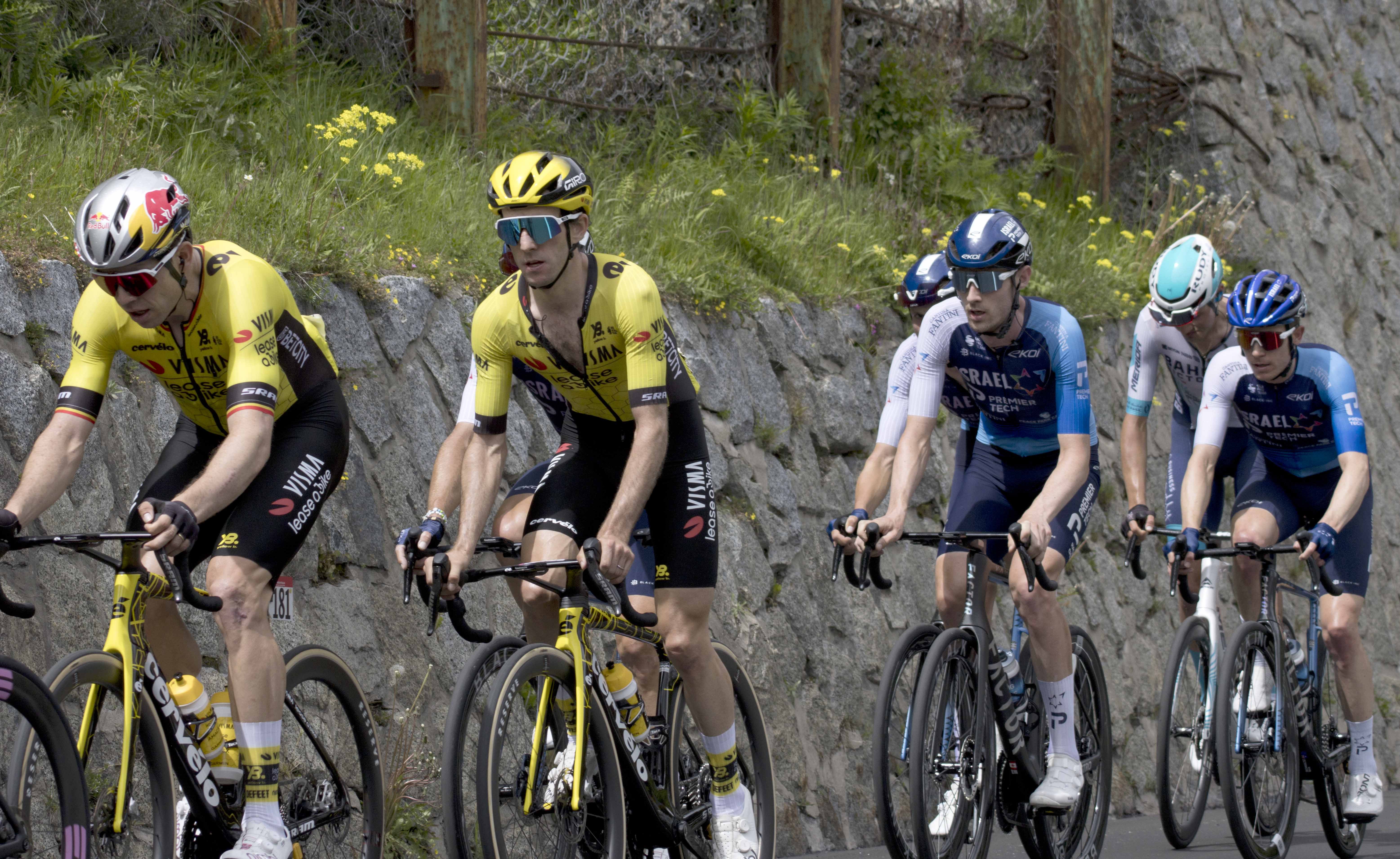
GIRO5023 van aert simon yates gee

Debuta en el Giro de Italia; en la jornada inicial cruzó la meta en segundo lugar, superado por el danés Mads Pedersen en la ciudad albanesa de Tirana. Se reencontró con la senda del éxito, al imponerse en la novena etapa con final en Siena. Alcanzó con este nuevo triunfo un hito de 50 victorias en su palmarés. Adicionalmente, con este triunfo alcanzó el denominado trébol, que consiste en ganar una etapa en cada gran vuelta (Giro de Italia, Tour de Francia, Vuelta a España). Fue segundo en el agónico esprint final de la decimotercera fracción en la difícil rampa de Vicenza Fue protagonista de la vigésima etapa, metiéndose en la fuga del día, cruzó por el Colle delle Finestre en quinto lugar, y a 19 kilómetros de la meta, se encontró con su compañero Simon Yates, que había dejado atrás al mexicano Isaac del Toro y al ecuatoriano Richard Carapaz; el belga, en una estupenda labor de gregario, conduce de forma excepcional al británico por los siguientes 14 kilómetros, permitiéndole a Yates aumentar la diferencia con Del Toro a casi 5 minutos. A falta de 5 km para la meta, Simon se despide de Wout, que quedó totalmente vacío y emprendió su camino hacia el final en Sestriere, donde cruzó en tercer lugar y se convirtió en campeón virtual del Giro de Italia. Wout ingresó en el puesto quince en esta épica jornada. Cerró su participación en la Corsa Rosa como lanzador al esprint de su compañero Olav Kooij, que se quedó con la victoria de la vigesimoprimera etapa en Roma. Wout ingresó en el puesto 26 y se clasificó en la casilla 72 de la general. Fue galardonado con el Trofeo Bonacossa, premio que fue votado por un grupo de periodistas que dan reconocimiento a la "mayor hazaña" de la gran vuelta.
Inició su séptima participación consecutiva en el Tour de Francia, se atrevió sin lanzadores en el embalaje final de la octava jornada y cruzó la meta en la segunda posición, superado solamente por el italiano Jonathan Milan, que se quedó con la victoria del día.

## Palmarés

### Ciclocrós
Las cinco series anuales de ciclocrós, por orden de importancia, son: